# Gustav Hraška
Gustav Hraška (Spišská Sobota, 5 gennaio 1953) è un ex cestista cecoslovacco.

## Carriera
Con la Cecoslovacchia ha disputato due edizioni dei Giochi olimpici (Montréal 1976, Mosca 1980), tre dei Campionati mondiali (1974, 1978, 1982) e sei dei Campionati europei (1973, 1975, 1977, 1979, 1981, 1983).

## Palmarès
- Campionato cecoslovacco: 4

Slavia VŠ Praga: 1971-72, 1973-74, 1980-81, 1981-82